# Jay Electronica

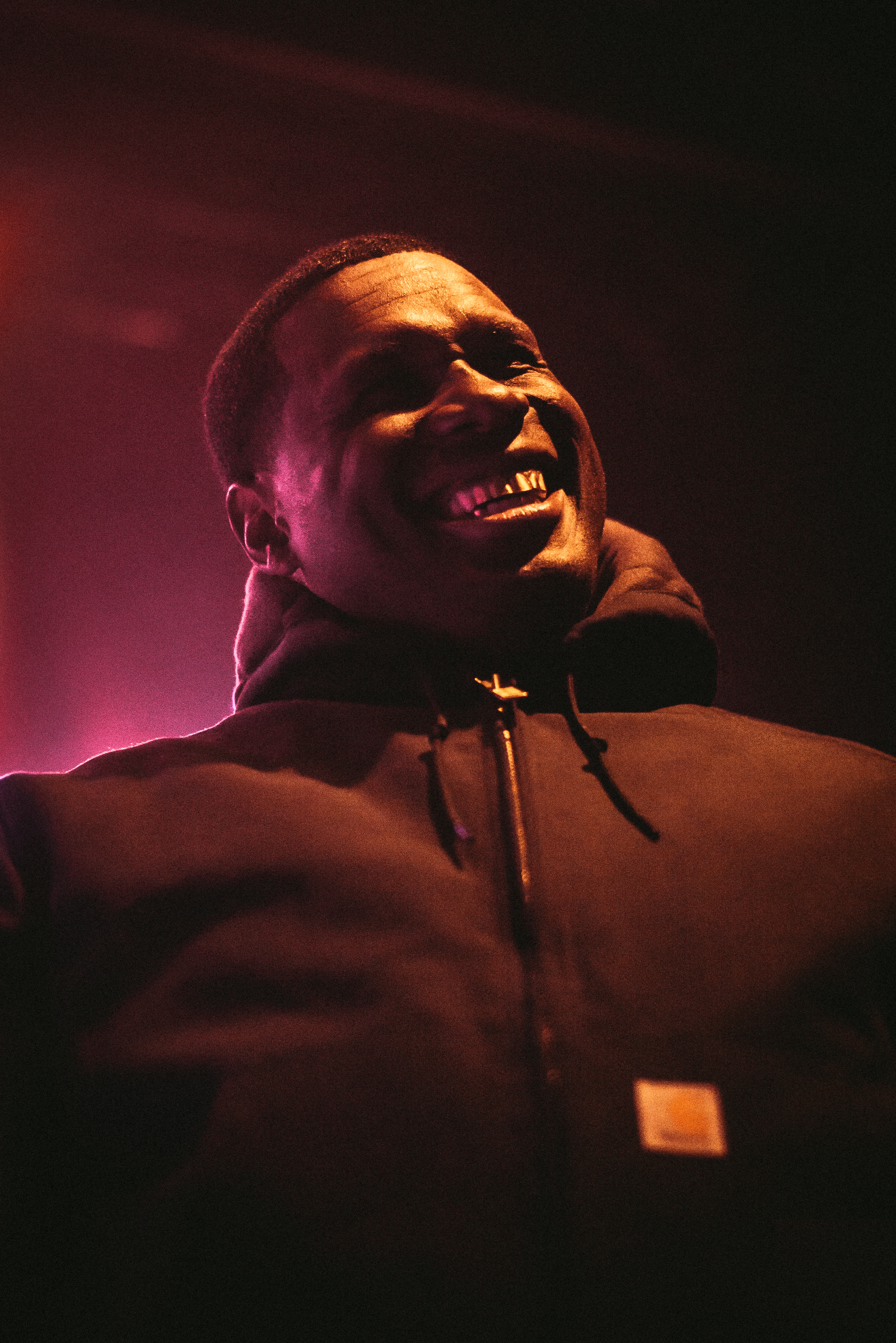
Jay Electronica

Jay Electronica (19 september 1976) is een Amerikaanse rapper die bekend werd door zijn twee hit singles Exhibit A en Exhibit C. Tevens maakte hij in 2020 een album samen met Jay-Z, genaamd A Written Testimony. Jay Electronica is veel bezig met theologie en is ook lid van Nation of Islam.